# Чери Вали (Калифорнија)
Чери Вали (енгл. Cherry Valley) насељено је место без административног статуса у америчкој савезној држави Калифорнија.

## Демографија
По попису из 2010. године број становника је 6.362, што је 471 (8,0%) становника више него 2000. године.
| Група             | 2000.         | 2010.         |
| Белци             | 4.860 (82,5%) | 4.678 (73,5%) |
| Афроамериканци    | 37 (0,6%)     | 63 (1,0%)     |
| Азијати           | 66 (1,1%)     | 87 (1,4%)     |
| Хиспаноамериканци | 788 (13,4%)   | 1.347 (21,2%) |
| Укупно            | 5.891         | 6.362         |